# Бернардо де Луго
Бернардо де Луго (ісп. Bernardo de Lugo, 2-га пол. XVI ст. —середина XVII ст.) — католицький чернець, домініканець, місіонер у Новій Гранаді, лінгвіст.

## Життєпис
Народився у селищі Луга. Дата народження невідома, за різними джерелами це 2-а половина або кінець XVI ст. Замолоду став ченцем у домініканському монастирі. У 1617 році його відправлено з місіонерською місією до Південної Америки. Проводив політику євангелізації народу чибча. Водночас добре вивчив їхню мову. Останні роки життя провів у монастирі Санта-Фе (розташований на території сучасного штату Нью-Мексико, США).

## Творчість
У 1629 році вийшла його граматика мови муїска «Gramatica de la lengua general del nuevo reyno de Granada, llamada Mosca», яка поклала початок дослідженню мовних особливостей цього народу південної Америки. Складається з 158 глав.